# 貝爾格萊維亞的羅伯茨男爵安德魯·羅伯茨
貝爾格萊維亞的羅伯茨男爵安德魯·羅伯茨（英語：Andrew Roberts, Baron Roberts of Belgravia；1963年1月13日—），英國歷史學家與上議院議員，以撰寫拿破崙的傳記《拿破仑大帝》與邱吉爾的傳記而聞名。